# Pochyby (film)
Pochyby, anglicky Doubt, je americký dramatický film z prostředí katolické školy vzniklý adaptací divadelní hry Pochyby  Johna Patricka Shanleyho.

## Ocenění
Film získal pět nominací na Oscara, za nejlepší adaptovaný scénář a čtyři za herecké výkony – Meryl Streepová v hlavní roli, Philip Seymour Hoffman, Amy Adamsová a Viola Davisová (jako matka Donalda Millera) za vedlejší roli.

## Děj
Děj se odehrává v roce 1964 v katolické škole v Bronxu. Do farnosti přichází charismatický otec Flynn (Philip Seymour Hoffman), který se dostává pro svoje vstřícnější jednání se žáky a větší otevřenost vůči světu do konfliktu s ředitelkou školy, sestrou Aloysií (Meryl Streepová), která prosazuje staré pořádky. Mezi oba přístupy je pak postavena mladá sestra James (Amy Adamsová). Konflikt vrcholí, když sestra Aloysie obviní Flynna ze zneužívání prvního černošského žáka Donalda Millera, kněz však vše odmítá s poukazem na to, že mu jen pomáhá v jeho osamocenosti. Aloysie v dobrém úmyslu a zdánlivě sebejistě přinutí kněze farnost opustit, přesto v ní zůstávají pochybnosti o jeho vině i vlastním jednání.